# 1920 (szám)
Az 1920 (római számmal: MCMXX) az 1919 és 1921 között található természetes szám.

## A matematikában
A tízes számrendszerbeli 1920-as a kettes számrendszerben 11110000000, a nyolcas számrendszerben 3600, a tizenhatos számrendszerben 780 alakban írható fel.
Az 1920 páros szám, összetett szám. Kanonikus alakja 27 · 31 · 51, normálalakban az 1,92 · 103 szorzattal írható fel. Harminckét osztója van a természetes számok halmazán, ezek növekvő sorrendben: 1, 2, 3, 4, 5, 6, 8, 10, 12, 15, 16, 20, 24, 30, 32, 40, 48, 60, 64, 80, 96, 120, 128, 160, 192, 240, 320, 384, 480, 640, 960 és 1920.
Tizenkétszögszám.
5-sima szám.
Erősen bővelkedő szám: osztóinak összege nagyobb, mint bármely nála kisebb pozitív egész szám osztóinak összege.
Az 1920 érinthetetlen szám: nem áll elő pozitív egész számok valódiosztóösszeg-függvényeként..